# Font-rubí
Font-rubí är en kommun i Spanien. Den ligger i provinsen Província de Barcelona och regionen Katalonien, i den östra delen av landet, 500 km öster om huvudstaden Madrid. Antalet invånare är 1 437. Arean är 37 kvadratkilometer. Font-rubí gränsar till La Llacuna, Mediona, Sant Quintí de Mediona, Torrelavit, El Pla del Penedès, Puigdàlber, Santa Fe del Penedès, La Granada, Vilobí del Penedès, Sant Martí Sarroca och Torrelles de Foix.
Terrängen i Font-rubí är platt åt sydost, men åt nordväst är den kuperad.